# Morjana Alaoui
Morjana Alaoui (Casablanca, 30 de noviembre de 1982) es una ex actriz de cine y televisión nacida en Marruecos y nacionalizada francesa, reconocida principalmente por sus papeles en las películas Marock (2005) y Mártires de Pascal Laugier (2008). Ha registrado además apariciones en otras películas como Fuerzas especiales (2011), Rock the Casbah (2013) y en la serie de televisión The Red Tent (2014).,Destacada actriz

## Biografía
Alaoui pasó sus primeros años en el vecindario de Arfa en Casablanca, Marruecos, estudiando en la Secundaria Americana de Casablanca. Al cumplir su mayoría de edad Alaoui se mudó a París, Francia, donde ingresó a la Universidad Americana de París. Mientras estudiaba en la universidad, conoció a la directora de cine marroquí Laïla Marrakchi, quien le ofreció un papel en su controversial largometraje Marock (2005), donde interpretó el papel de Rita Belghiti. La cinta fue aclamada y le dio a Alaoui reconocimiento en su país natal.
En 2007 empezó a filmar Mártires, película que le valió el reconocimiento a nivel internacional. En 2011 interpretó un papel secundario en la cinta francesa Fuerzas especiales, dirigida por Stéphane Rybojad. En 2016 Alaoui protagonizó el filme de suspenso Broken, dirigido por Shaun Robert Smith.

## Filmografía

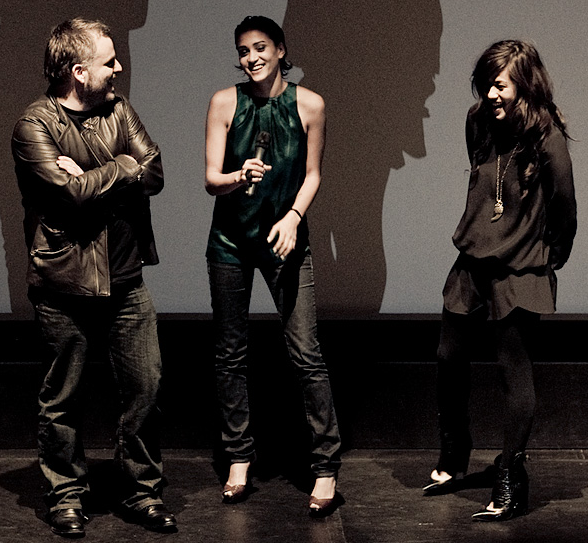
Pascal Laugier, Morjana Alaoui y Mylène Jampanoï.

| Año  | Título                            | Papel         | Notas               |
| ---- | --------------------------------- | ------------- | ------------------- |
| 2004 | Haters                            | Elise Collier |                     |
| 2005 | Marock                            | Rita          |                     |
| 2008 | Mártires                          | Anna          |                     |
| 2009 | Die zwei Leben des Daniel Shore   | Imane         |                     |
| 2010 | Le Rodba                          | Nina          | Cortometraje        |
| 2010 | Golakani Kirkuk                   | Najla         |                     |
| 2011 | Fuerzas especiales                | Maina         |                     |
| 2013 | Rock the Casbah                   | Sofia         |                     |
| 2013 | Traitors                          | Jad           |                     |
| 2014 | The Hybrid                        | Lyla Healy    |                     |
| 2014 | The Red Tent                      | Ahouri        | Serie de televisión |
| 2016 | Broken (The Myth of Hopelessness) | Evie          |                     |
| 2017 | Burnout                           | Ines          | [ 10 ]              |